# Niagara Falls Suspension Bridge
Die Niagara Falls Suspension Bridge war eine zweistöckige Eisenbahn- und Straßenbrücke über den Niagara River etwa vier Kilometer unterhalb der Niagarafälle. Sie verband die erst später unter dem gleichen Namen auftretenden Orte Niagara Falls (Ontario) und Niagara Falls (New York) und damit auch die Länder USA und Kanada. Die von John Augustus Roebling in der Zeit von 1851 bis 1855 gebaute Brücke war nicht nur die erste dauerhafte Brücke über den Niagara River, sondern auch die erste Hängebrücke im Eisenbahnverkehr und außerdem die erste der von Roebling gebauten großen Hängebrücken.
Die Brücke war von zwei Brückenbaugesellschaften aus den beiden Ländern gemeinsam in Auftrag gegeben worden. Sie wurde mit unterschiedlichen Namen bezeichnet wie International Suspension Bridge, Niagara Railway Suspension Bridge, Niagara Suspension Bridge oder schlicht die Suspension Bridge.

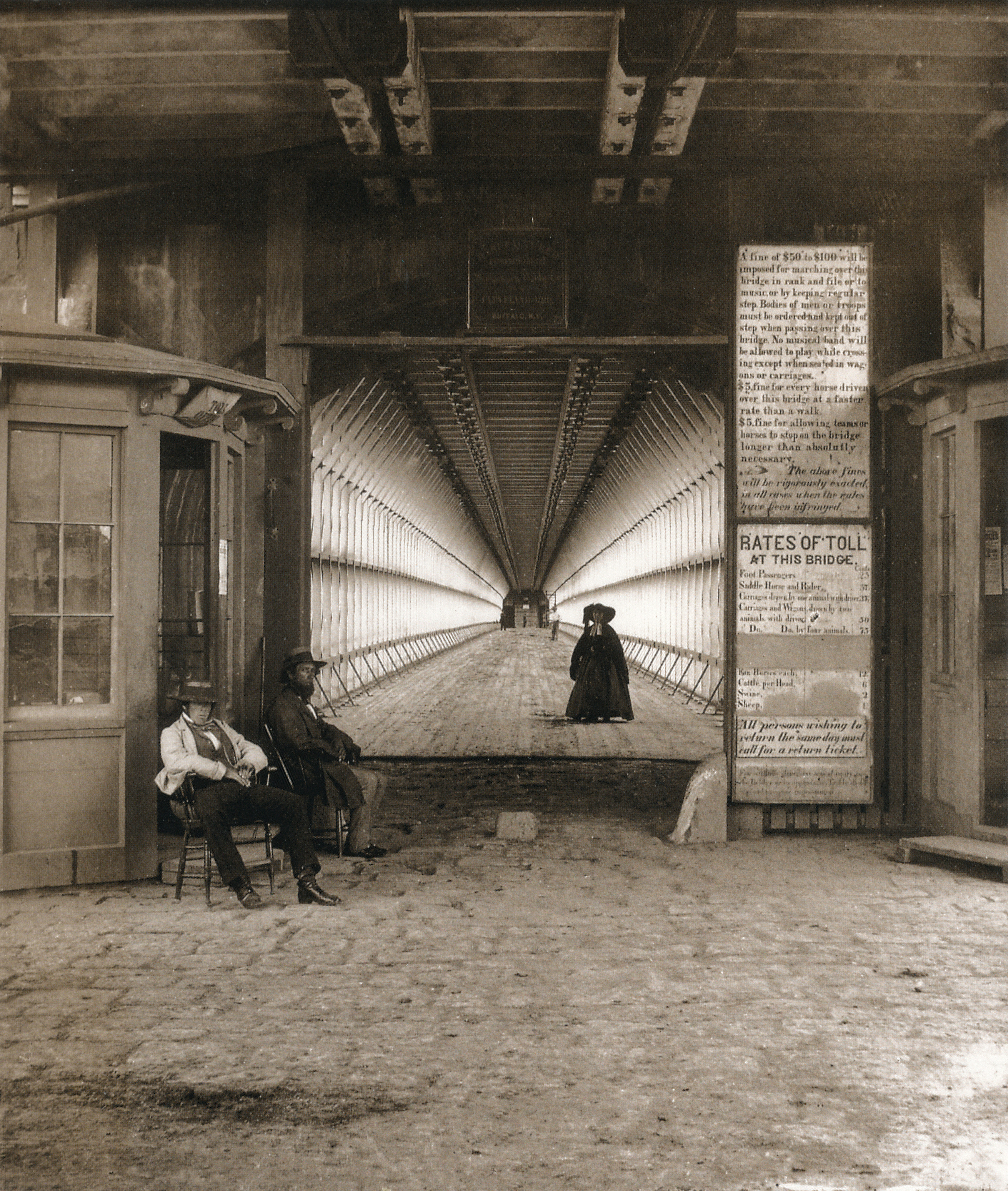
Eingang und Zahlhäuschen zum unteren Brückendeck (1859)

Das untere Brückendeck auf dem Niveau des umliegenden Geländes wurde von Personen und Fuhrwerken benutzt. Das obere Deck hatte ein Gleis und diente damit den Zügen der New York Central Railroad, der Great Western Railway (Ontario) und der New York and Erie Rail Road. Da die drei Eisenbahngesellschaften damals noch drei unterschiedliche Spurweiten nutzten, war ursprünglich ein Vierschienengleis verlegt, so dass die eingleisige Brücke von allen Zügen benutzt werden konnte.

## Geschichte
Für die Überquerung der rund 250 m breiten und mehr als 70 m tiefen Niagara-Schlucht kam damals nur eine Hängebrücke in Frage, da alle anderen Bauarten noch längst nicht die notwendige Spannweite realisieren konnten. Andererseits gab es erhebliche Kontroversen, ob eine Hängebrücke die für eine Eisenbahnbrücke notwendige Steifheit erreichen könne. Zunächst wurde Charles Ellet Jr. mit dem Bau beauftragt, der schon die Wheeling Suspension Bridge gebaut hatte. Um ein Seil über den reißenden Fluss zu ziehen, rief er unter der örtlichen Jugend einen Wettbewerb aus, wer mit seinem Drachen eine Schnur zum anderen Ufer ziehen könne, der nach einigen Tagen tatsächlich erfolgreich war. Ellet baute darauf eine vorläufige Hängebrücke, geriet aber bald in schwere finanzielle Auseinandersetzungen mit seinen Auftraggebern und verließ schließlich das Projekt.

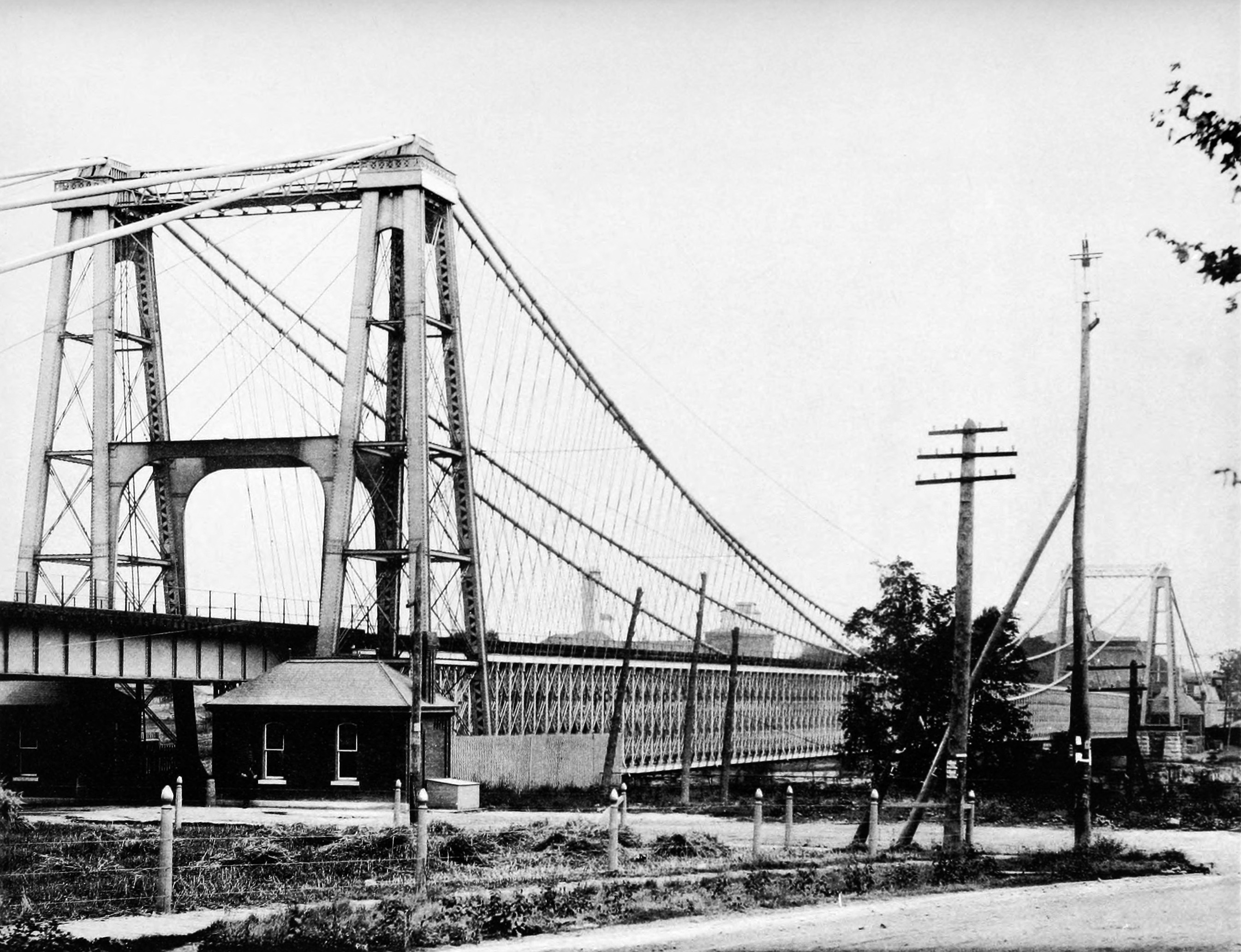
Die überholte Brücke um 1890

Nach einer Unterbrechung von drei Jahren erhielt John Augustus Roebling den Auftrag, die Brücke nach seinen Vorstellungen zu bauen. Roebling hatte Erfahrungen mit dem Bau von Aqädukt-Hängebrücken, eine eigene Seilfabrik in Trenton (New Jersey) errichtet und bereits Angebote für die ursprüngliche Brücke gemacht. Roebling benutzte Ellets vorläufige Brücke als Baubehelf und vollendete sein Bauwerk in vier Jahren. Am 18. März 1855 wurde die Brücke offiziell eröffnet, nachdem das Fußgängerdeck schon ein Jahr lang in Betrieb war. In Roeblings Fertigstellungsbericht werden die Kosten der Brücke mit 400 000 Dollar beziffert, während eine vergleichbare Brücke nach britischer Bauweise mit einem Hohlkasten 4 Millionen Dollar gekostet hätte.
In seinem fünf Jahre später erstellten Untersuchungsbericht konnte Roebling nachweisen, dass die Brücke die Zeit unverändert und ohne jegliche Schäden überstanden hatte.
1886 wurden, wie bereits von Anfang an vorgesehen, unter der Leitung von Leffert L. Buck die Holzteile der Brücke gegen Teile aus Eisen und Stahl ausgetauscht, was ihre Tragfähigkeit erhöhte. Da sie den gestiegenen Verkehrslasten nicht mehr gewachsen war, wurde sie durch eine ebenfalls von Leffert L. Buck geplante Stahlbogenbrücke ersetzt, die zunächst Lower Steel Arch Bridge, später Whirlpool Rapids Bridge genannt und am 27. August 1897 eingeweiht wurde.

## Technische Einzelheiten
Die Hängebrücke – genauer: kombinierte Hänge- und Schrägseilbrücke – wurde von je zwei aus Kalkstein gemauerten Pylonen getragen, die auf der US-amerikanischen Seite 27 m und auf der kanadischen 24 m hoch waren und 8,5 m tiefe Fundamente hatten. Ihr Pfeilerachsabstand betrug 250 m (821 ft 4 inches); das Brückendeck zwischen den Pylonen hatte eine Länge von 244 m (800 ft). Über die Kabelsättel der Pylone waren auf beiden Seiten je zwei Tragkabel mit unterschiedlichem Durchhang gespannt, die hinter den Pylonen in 16 m tiefen Schächten verankert waren. Die Tragkabel waren Paralleldrahtseile; sie bestanden aus jeweils 3640 Drähten, die mit Roeblings patentiertem Luftspinnverfahren vor Ort hergestellt wurden. An den Tragkabeln waren insgesamt 624 Hänger befestigt, um den Fahrbahnträger zu halten. Anders als bei der kurz zuvor fertiggestellten Britanniabrücke von Robert Stephenson mit ihrem schmiedeeisernen Hohlkasten verband Roebling die beiden Fahrbahndecks mit einem engmaschigen Fachwerkgitter und erreichte damit praktisch die gleiche Steifigkeit, aber zu deutlich geringeren Kosten. Um größere Schwingungen auf jeden Fall zu unterbinden, verband er die Pylone und den Fahrbahnträger außerdem mit 64 Schrägseilen und spannte 56 Seile vom Fahrbahndeck zu den Hängen der Schlucht. Aus Sicherheitsgründen hatte Roebling außerdem für die Züge eine Höchstgeschwindigkeit von 5 Meilen pro Stunde (8 km/h) verfügt, obwohl die Tests vor der Eröffnung schon gezeigt hatten, dass auch höhere Geschwindigkeiten ohne weiteres möglich waren.